# Cluència
Cluència (llatí: Cluentia) va ser una dama romana filla d'Aulus Cluenci Habit el vell. Poc després de la mort del seu pare es va casar amb el seu cosí Aulus Auri Melí de qui es va divorciar per deixar que la seva mare, Sàssia, es pogués casar amb Melí, de qui s'havia enamorat perdudament.